# Dūl Arzān
Dūl Arzān (persiska: دولارزَن, دُولَرزَن, دول ارزان, Dūlārzan) är en ort i Iran.   Den ligger i provinsen Kurdistan, i den nordvästra delen av landet, 500 km väster om huvudstaden Teheran. Dūl Arzān ligger 1 411 meter över havet och antalet invånare är 411.
Terrängen runt Dūl Arzān är lite bergig.Runt Dūl Arzān är det ganska tätbefolkat, med 93 invånare per kvadratkilometer. Närmaste större samhälle är Kānī Sūr, 11,5 km söder om Dūl Arzān. Trakten runt Dūl Arzān består i huvudsak av gräsmarker.